# Gabriela (telenovela 1975)
Gabriela è una telenovela brasiliana prodotta da TV Globo nel 1975. Sceneggiata da Walter George Dürst e diretta da Walter Avancini e Gonzaga Blota, è la prima trasposizione televisiva del romanzo Gabriella, garofano e cannella, pubblicato da Jorge Amado nel 1958. L'omonima protagonista è interpretata da Sônia Braga, affiancata da José Wilker: i due attori avrebbero poi lavorato anche nel film Donna Flor e i suoi due mariti.
La sigla è Modinha para Gabriela cantata da Gal Costa.